# Jeff Larish
Jeffrey David Larish dit Jeff Larish, né le 11 octobre 1982 à Iowa City (Iowa), est un joueur américain de baseball évoluant en Ligue majeure de baseball depuis la saison 2008. Ce joueur de champ intérieur est sous contrat avec les Pirates de Pittsburgh.

## Carrière
Après ses études secondaires à la McClintock High School de Tempe (Arizona), Jeff Larish rejoint l'Université d'État de l'Arizona où il porte les couleurs des Arizona State Sun Devils. Sélectionné en équipe des États-Unis à l'occasion des Jeux panaméricains 2003, il remporte la médaille d'argent. Larish inscrit le seul point des Américains en finale face à Cuba (défaite 3-1). Avec les Sun Devils, il participe aux College World Series en 2005. Il devient le troisième joueur de l'histoire à réussir à frapper trois coups de circuit dans un même match à l'occasion de ces finales universitaires.
drafté une première fois en juin 2004 par les Dodgers de Los Angeles, il repousse l'offre afin de terminer ses études universitaires. Il rejoint finalement les rangs professionnels un an plus tard, après la draft de juin 2005, choisi par les Tigers de Détroit au cinquième tour de choix.
Après trois saisons en Ligues mineures, il fait ses débuts en Ligue majeure le 30 mai 2008.
Le 3 août 2010, les Athletics d'Oakland réclament Lavish au ballottage.
Il devient agent libre le 30 octobre 2010. Le 19 novembre, il rejoint les Phillies de Philadelphie et passe la saison 2011 avec leur équipe affiliée des ligues mineures à Lehigh Valley.
Il signe en février 2012 chez les Orioles de Baltimore. Libéré à la fin de l'entraînement de printemps, il est mis sous contrat le 30 avril par les Red Sox de Boston, qui le transfèrent ensuite aux Pirates de Pittsburgh le 12 mai.

## Statistiques
En saison régulière
| Statistiques de frappeur |         |    |     |    |    |    |    |    |     |    |      |
| Saison                   | Équipe  | J  | AB  | R  | H  | 2B | 3B | HR | RBI | SB | BA   |
| 2008                     | Détroit | 42 | 104 | 12 | 27 | 6  | 0  | 2  | 16  | 2  | .260 |
| 2009                     | Détroit | 32 | 74  | 13 | 16 | 3  | 1  | 4  | 7   | 0  | .216 |
| Totaux                   | Totaux  | 74 | 178 | 25 | 43 | 9  | 1  | 6  | 23  | 2  | .242 |

Note: J = Matches joués; AB = Passages au bâton; R = Points; H = Coups sûrs; 2B = Doubles; 
3B = Triples; HR = Coup de circuit; RBI = Points produits; SB = buts volés; BA = Moyenne au bâton 